# Acoustic (Above & Beyond)
Acoustic è il terzo album del gruppo trance Inglese Above & Beyond, pubblicato il 28 gennaio 2014 dalla Anjunabeats.

## Tracce
1. Miracle (feat. Justine Suissa) – 4:53
2. You Gotta Go (feat. Zoë Johnston) – 5:38
3. Satellite / Stealing Time (feat. Justine Suissa & Alex Vargas) – 5:04
4. Thing Called Love (feat. Alex Vargas) – 4:20
5. Can't Sleep (feat. Ashley Tomberlin) – 4:40
6. Sun & Moon (feat. Alex Vargas) – 4:48
7. Good for Me (feat. Zoë Johnston) – 6:04
8. Sirens of the Sea (feat. Justine Suissa) – 4:50
9. Love Is Not Enough (feat. Zoë Johnston) – 5:31
10. On a Good Day (feat. Justine Suissa) – 4:23
11. Alone Tonight (feat. Alex Vargas) – 4:37
12. Making Plans – 4:22

## Curiosità
La traccia "Making Plans" è cantata da Tony McGuinness, membro del trio Above & Beyond.